# Final Fight
Final Fight és un videojoc beat 'em up de desplaçament lateral produït per Capcom dissenyat per Akira Nishitani, i produït per Yoshiki Okamoto. Originalment llançat com a joc arcade el 1989, va ser el setè títol llançat per al maquinari del sistema CP. Ambientat a la fictícia Metro City, el joc permet al jugador controlar un dels tres lluitadors de carrer: l'antic lluitador professional i alcalde de la ciutat Mike Haggar, el lluitador expert Cody Travers i el ninja actual Guy. El trio es va proposar rescatar Jessica (la filla de Haggar i la xicota de Cody) quan és segrestada per la Mad Gear Gang.
El joc va començar a desenvolupar-se com una seqüela de Street Fighter original llançat el 1987, sota el títol de treball Street Fighter '89, però el gènere es va canviar d'un joc de lluita a un beat 'em up i el títol es va canviar a Final Fight després de l'èxit de Double Dragon. Final Fight va ser portat a diversos ordinadors i consoles domèstiques, inclosos el ZX Spectrum, Super NES i Sega CD.
Es va convertir en un gran èxit comercial en arcades, venent 30.000 unitats a tot el món, alhora que es va convertir en el joc d'arcade més taquillera del 1990 al Japó i el kit de conversió d'arcades més taquillera de l'any als Estats Units. La versió Super NES també va vendre 1,5 milions de cartutxos a tot el món. Va generar la sèrie Final Fight, seguida de diverses seqüeles. El seu equip de desenvolupament va treballar més tard en el Street Fighter II, i alguns dels personatges de Final Fight van aparèixer com a lluitadors jugables en altres entrades de la franquícia, com la subsèrie Street Fighter Alpha.